# Orchestre de la Tonhalle de Zurich

L'Orchestre de la Tonhalle de Zurich (Tonhalle-Orchester Zürich) est un orchestre symphonique suisse qui porte le nom de sa résidence principale, la prestigieuse Tonhalle de Zurich.

## Historique

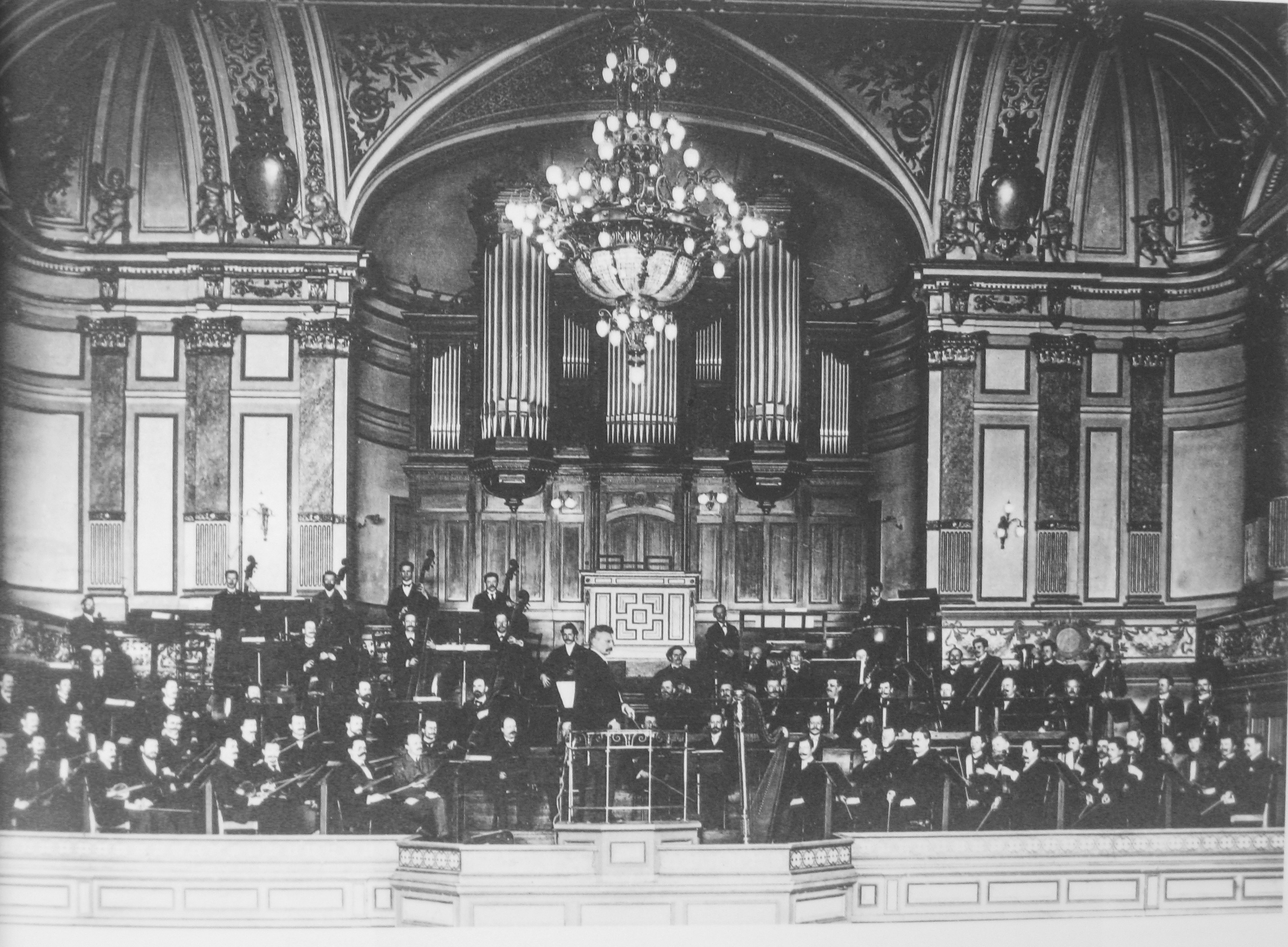
L'Orchestre de la Tonhalle avec Friedrich Hegar, ca. 1900

Fondé en 1868, l'orchestre est tout d'abord dirigé par Friedrich Hegar. Grâce à son travail, l'orchestre acquiert, à la fin du XIXe siècle, une solide réputation à Zurich. Son successeur, Volkmar Andreae, grand admirateur de l'œuvre de Bruckner, reste à la tête de l'orchestre durant quarante-trois ans et dirigera durant sa carrière environ 1 300 concerts.
Le bâtiment de la Tonhalle est l’œuvre des architectes viennois Fellner & Helmer. L’inauguration eut lieu le 19 octobre 1895. Le compositeur, pianiste et chef d’orchestre Johannes Brahms dirigea son Triumphlied op. 55. En deuxième partie, l’orchestre joua la Neuvième symphonie de Beethoven, dirigé par Friedrich Hegar.
Après lui, Rudolf Kempe défend avec passion le répertoire romantique allemand. Gerd Albrecht, soucieux de développer l'audience, se propose d'amener à la musique classique un public plus large, notamment par des concerts à destination des jeunes et de leur famille. Sous sa direction, l'orchestre devient un acteur incontournable de la vie musicale zurichoise. Lui succède, pour son premier poste de chef d'orchestre, le pianiste allemand Christoph Eschenbach.
En 1995, le chef américain David Zinman fut nommé directeur musical de l'orchestre et le hissa premier rang des grandes phalanges internationales, développant le répertoire et à la tête d'une imposante discographie. L'orchestre, qui compte 100 musiciens de toutes nationalités, tourne dans le monde entier et s'est produit à deux reprises au Royal Albert Hall lors des célèbres BBC Proms de Londres. Zinman demeura directeur musical jusqu'en 2014, auquel lui succéda le Français Lionel Bringuier. Depuis 2019, l'Orchestre de la Tonhalle de Zürich est dirigé par son actuel chef principal Paavo Järvi. En 2022, ce dernier est prolongé à son poste, jusqu'en 2029.
Depuis ses débuts, l'orchestre a été dirigé par les compositeurs les plus en vue de leur époque, Brahms, Wagner, Richard Strauss, Hindemith ; se sont succédé au pupitre des chefs invités prestigieux comme Ansermet, Furtwängler, Klemperer, Georg Solti et, plus récemment, Bernard Haitink, Mariss Jansons, Otto Ackermann Frans Brüggen, Mstislav Rostropovitch, Herbert Blomstedt. L'orchestre a accueilli les plus grands solistes, notamment sous la baguette de David Zinman ; parmi les invités récents figurent Yo-Yo Ma, Lynn Harrell, Gustav Rivinius (de), Heinrich Schiff, Truls Mørk, Alfred Brendel, Krystian Zimerman, Yefim Bronfman, Emanuel Ax, Leif Ove Andsnes, Pinchas Zukerman, Gil Shaham et Christian Tetzlaff.

## Directeurs musicaux
Comme directeurs musicaux de l'orchestre se sont succédé :
- Friedrich Hegar (1868-1906) ;
- Volkmar Andreae (1906-1949) ;
- Erich Schmid (1949-1957) ;
- Hans Rosbaud (1957-1962) ;
- Rudolf Kempe (1965-1972) ;
- Charles Dutoit, codirection (1967-1971) ;
- Gerd Albrecht (1975-1980) ;
- Christoph Eschenbach (1982-1986) ;
- Hiroshi Wakasugi (1987-1991) ;
- Claus Peter Flor, principal chef invité (1991-1995) ;
- David Zinman (1995-2014) ;
- Lionel Bringuier (2014-2018) ;
- Paavo Järvi (depuis 2019[3]).

## Commandes
Parmi les commandes réalisées par l'Orchestre de la Tonhalle de Zurich figurent des œuvres de Tadeusz Baird (Canzona, 1982), Luciano Berio (Eindrücke, 1974), Willy Burkhard (Fantasia mattutina, 1950), Cristóbal Halffter (Versus para orquesta, 1985), Josef Haselbach (de) (Nocturne, 1984), Hans Werner Henze (Barcarola, 1980), Arthur Honegger (Monopartita, 1951), Aribert Reimann (Variations pour orchestre, 1976), Armin Schibler (Concerto 77, 1978), Robert Suter (de) (Marcia funebre, 1982) et Wladimir Vogel (Modigliani Kantate, 1966).

## Créations
L'Orchestre est le créateur d'œuvres de Conrad Beck (Suite concertante, 1961), Luciano Berio (Solo pour trombone et orchestre, 1999), Ferrucio Busoni (Concertino pour clarinette, 1918 ; Sarabande et cortège, 1919), Geneviève Calame (Le Chant des sables, 1992), Rodion Chtchedrine (Concerto cantabile pour violon et orchestre, 1998), Jindřich Feld (Concertino pour flûte, piano et orchestre, 1994), Karl Amadeus Hartmann (Kammerkonzert, 1969), Heinz Holliger (Ardeur noire, 2008), Arthur Honegger (Symphonie no 3 « liturgique », 1946), Marcel Mihalovici (Sinfonia variata, 1962), Gérard Pesson (Future Is a Faded Song pour piano et orchestre, 2012), Aribert Reimann (Lear Symphonie, 1980), Camille Saint-Saëns (Symphonie de jeunesse en la, 1974), Othmar Schoeck (Concerto pour violoncelle, 1948), Richard Strauss (Concerto pour hautbois, 1946), Heinrich Sutermeister (Concerto pour violoncelle no 1, 1956 ; Te Deum, 1975), Michel Tabachnik (Le Cri de Mohim, 1988) et William Walton (Portsmouth Point Overture, 1926), notamment.